# Graftombe van de Báb

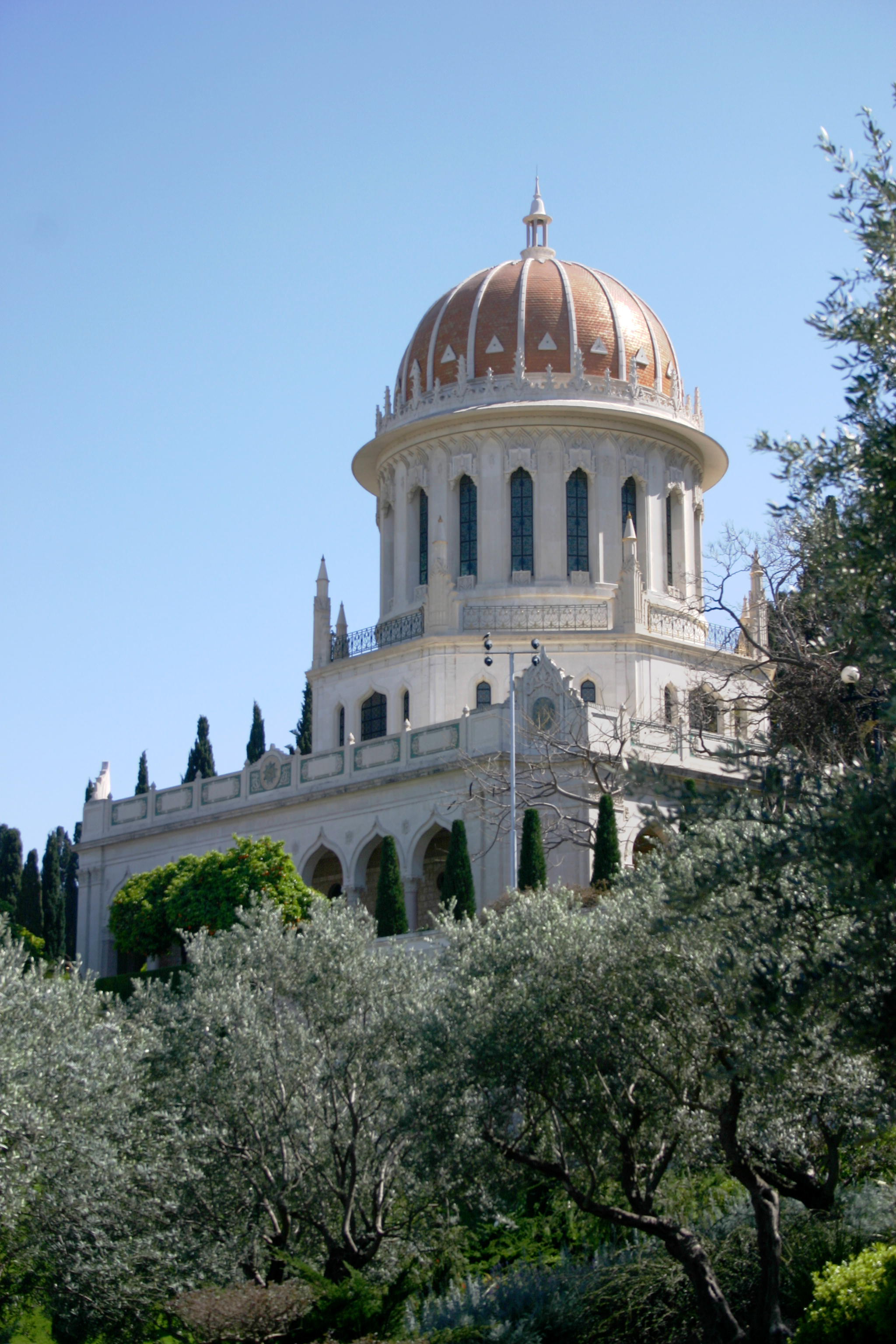
Graftombe van de Báb

De graftombe van de Báb is een grafmonument in Haifa, Israël, waar de resten van de Báb, stichter van het bábisme en de voorloper van Bahá'u'lláh, stichter van het bahai-geloof, zijn gelegd. De locatie wordt beschouwd als de op een na heiligste plaats op aarde voor bahai-gelovigen, na de graftombe van Bahá'u'lláh in Bahjí, nabij Akko. De precieze locatie op de berg Karmel werd door Bahá'u'lláh aangewezen aan zijn oudste zoon, 'Abdu'l-Bahá, in 1891. 'Abdu'l-Bahá bouwde de oorspronkelijke graftombe, die later door zijn kleinzoon Shoghi Effendi werd verfraaid met een koepel.
De koepel bestaat uit 12.000 daktegels van 50 verschillende soorten en maten gemaakt in Utrecht, Nederland, waarbij gebruik werd van een innovatief proces van brand-glazuring over bladgoud. Een van deze tegels wordt tentoongesteld in het Nederlands Dakpannenmuseum te Alem.
De voor bahai-gelovigen heilige plaatsen in Haifa en in en rond Akko, met inbegrip van de terrassen en de graftombe van de Báb op de berg Karmel, en de graftombe van Bahá'u'lláh, het huis van Bahjí en het huis in Mazra'ih werden in juli 2008 toegevoegd aan de Werelderfgoedlijst van UNESCO.
Een restauratie van het heiligdom begon in 2008 en werd in 2011 afgerond.

## Bron
- Smith, P. (1999). A Concise Encyclopedia of the Bahá'í Faith. Oneworld Publications, Oxford, UK. ISBN 1-85168-184-1.